# Wadym Hostiew
Wadym Wiaczesławowycz Hostiew, ukr. Вадим Вячеславович Гостєв (ur. 19 stycznia 1987) – ukraiński piłkarz, grający na pozycji pomocnika.

## Kariera piłkarska

### Kariera klubowa
Wychowanek DJuSSz-11 Czornomoreć Odessa, barwy którego bronił w juniorskich mistrzostwach Ukrainy (DJuFL). W 2006 rozpoczął karierę piłkarską w klubie Podilla Chmielnicki. Potem występował w amatorskich drużynach miasta Odessy. Latem 2009 podpisał kontrakt z mołdawskim Sfîntul Gheorghe Suruceni. Na początku 2010 został piłkarzem klubu Heliosa Charków. Latem 2010 przeszedł do MFK Mikołajów. W pierwszej połowie 2012 bronił barw klubu Reał Farma Odessa. Potem zasilił skład FK Odessa. W sezonie 2013/14 grał w zespole Enerhija Mikołajów. Na początku 2015 został piłkarzem Żemczużyna Odessa. W 2016 wyjechał za ocean, gdzie podpisał kontrakt z kanadyjskim FC Ukraine United, a w 2017 z FC Vorkuta.

### Kariera reprezentacyjna
Występował w studenckiej reprezentacji Ukrainy.

## Sukcesy i odznaczenia

### Sukcesy reprezentacyjne
- mistrz Uniwersjady: 2007

### Odznaczenia
- nagrodzony tytułem Mistrza Sportu Klasy Międzynarodowej: 2007